# Norman Rossington

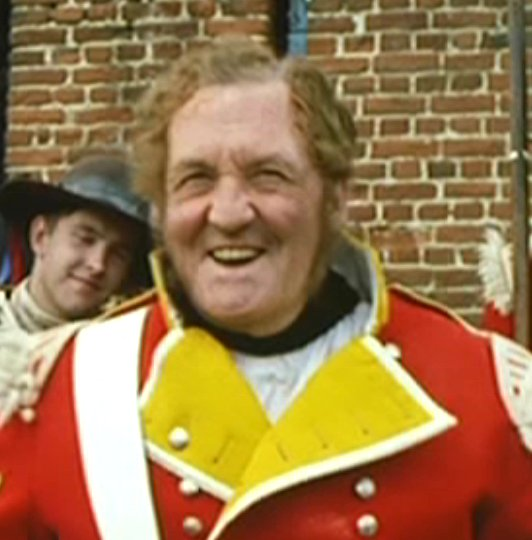
Norman Rossington 1996 am Set von Die Scharfschützen

Norman Rossington (* 24. Dezember 1928 in Liverpool, England; † 21. Mai 1999 in Manchester) war ein britischer Schauspieler.

## Leben
Rossington brach seine Schulausbildung im Alter von 14 Jahren ab und versuchte sich in verschiedenen Berufen und absolvierte seinen Wehrdienst bei der Royal Air Force. Später machte er eine Schauspielausbildung am Bristol Old Vic und trat danach am Theatre Royal auf. Mitte der 1950er Jahre machte er mit der Old Vic Company eine Tour durch die Vereinigten Staaten und trat dabei auch am Broadway in William Shakespeares Ein Sommernachtstraum auf. 1957 spielte er in den ersten drei Staffeln der britischen Sitcom The Army Game. In der äußerst populären Serie über das britische Militär spielte er den Soldaten Cook; dies sollte für seine weitere Karriere wegweisend sein, denn er wurde meist auf Soldatenrollen festgelegt. Nachdem Rossington bereits in verschiedenen britischen Filmproduktionen in kleineren Nebenrollen aufgetreten war, erhielt er in der lose auf der Serie The Army Game basierenden Filmkomödie Kopf hoch – Brust raus! eine größere Nebenrolle. Dies war der erste Spielfilm der Carry-On-Filmreihe, und in der Folge spielte er auch in den Carry-On-Filmen 41 Grad Liebe und Nicht so toll, Süßer.
In den 1960er Jahren hatte er eine kleine Rolle in David Leans Lawrence von Arabien, spielte in Yeah! Yeah! Yeah! an der Seite der Beatles sowie in Zoff für zwei an der Seite von Elvis Presley. Er trat mit der Royal Shakespeare Company auf und war am Londoner West End unter anderem als Doolittle in My Fair Lady, als Micawber in David Copperfield und als Charlie Davenport in Annie Get Your Gun zu sehen. Ab Beginn der 1970er Jahre wurden seine Spielfilmengagements seltener und er arbeitete vermehrt für das britische Fernsehen.
Rossington spielte bis November 1998 am Londoner West End in Die Schöne und das Biest, musste das Engagement jedoch aus gesundheitlichen Gründen aufgeben. Er verstarb im Mai des folgenden Jahres im Alter von 70 Jahren in einem Krankenhaus in Manchester an den Folgen einer Krebserkrankung. Er war zwei Mal verheiratet, seine zweite Ehe schloss er nur zwei Monate vor seinem Tod.

## Filmografie (Auswahl)
- 1957: Die heilige Johanna (Saint Joan)
- 1957: Einer kam durch (The One That Got Away)
- 1958: Die letzte Nacht der Titanic (A Night to Remember)
- 1958: Kopf hoch – Brust raus! (Carry On Sergeant)
- 1959: Liebenswerte Leckerbissen (The Running Jumping & Standing Still Film)
- 1959: 41 Grad Liebe (Carry On Nurse)
- 1960: Die Herren Einbrecher geben sich die Ehre (The League of Gentlemen)
- 1960: Samstagnacht bis Sonntagmorgen (Saturday Night and Sunday Morning)
- 1961: Nicht so toll, Süßer (Carry On Regardless)
- 1962: Der längste Tag (The Longest Day)
- 1962: Lawrence von Arabien (Lawrence of Arabia)
- 1964: Yeah! Yeah! Yeah! (A Hard Day’s Night)
- 1965: Die tollkühnen Männer in ihren fliegenden Kisten (Those Magnificent Men in Their Flying Machines or How I Flew from London to Paris in 25 hours 11 minutes)
- 1966: Letzte Grüße von Onkel Joe (The Wrong Box)
- 1967: Der Mann mit dem Koffer (Man in a Suitcase) (Fernsehserie, 1 Folge)
- 1967: Tobruk
- 1968: Der Angriff der leichten Brigade (The Charge of the Light Brigade)
- 1970: Die Gräfin und ihr Oberst (The Adventures of Gerard)
- 1971: Ein Mann in der Wildnis (Man in the Wilderness)
- 1973: Tunnel der lebenden Leichen (Death Line)
- 1976: Ich, Claudius, Kaiser und Gott (I, Claudius)
- 1979: S.O.S. Titanic
- 1983: Das Haus der langen Schatten (House of the Long Shadows)
- 1990: Die Krays (The Krays)
- 1996: Die Scharfschützen (Sharpe)
- 1996: Heartbeat

## Broadway
- 1954: Ein Sommernachtstraum